# Organisation
Organisation (cuyo nombre completo era Organisation zur Verwirklichung gemeinsamer Musikkonzepte, en español: "Organización para la realización de conceptos musicales compartidos") fue un grupo de música experimental alemán del género krautrock, embrión de lo que más adelante sería el grupo de música electrónica Kraftwerk. 

## Historia
Además de los miembros fundadores de Kraftwerk, Ralf Hütter y Florian Schneider, el grupo Organisation también estaba formado por Basil Hammoudi, Butch Hauf y Alfred "Fred" Mönicks.
Los músicos Charly Weiss, Peter Martini y Paul Lorenz fueron asimismo miembros ocasionales de la banda.
Su único álbum, Tone Float, producido y dirigido por Konrad "Conny" Plank, fue lanzado al mercado por la discográfica RCA Victor en el Reino Unido, en el verano de 1970. 
Debido a que el disco estaba únicamente disponible en Alemania si se importaba del Reino Unido, las ventas fueron muy bajas y RCA optó por abandonar a los miembros de Organisation a su suerte al poco tiempo. Hammoudi, Hauf y Mönicks volvieron a la universidad para terminar sus estudios, dejando a Ralf Hütter y a Florian Schneider continuar como Kraftwerk.
Hammoudi posteriormente se convirtió en músico de la banda de jazz-rock Ibliss, junto al antiguo batería de Kraftwerk, Andreas Hohmann.

## Miembros
- Ralf Hütter
- Florian Schneider-Esleben
- Basil Hammoudi
- Butch Hauf
- Alfred Mönicks (también conocido como "Fred Monicks")
- Konrad "Conny" Plank

## Discografía
- Tone Float (RCA, agosto de 1970)